# Мухоловка тайгова
Мухоло́вка тайгова (Ficedula mugimaki) — вид горобцеподібних птахів родини мухоловкових (Muscicapidae). Мешкає в Азії.

## Опис

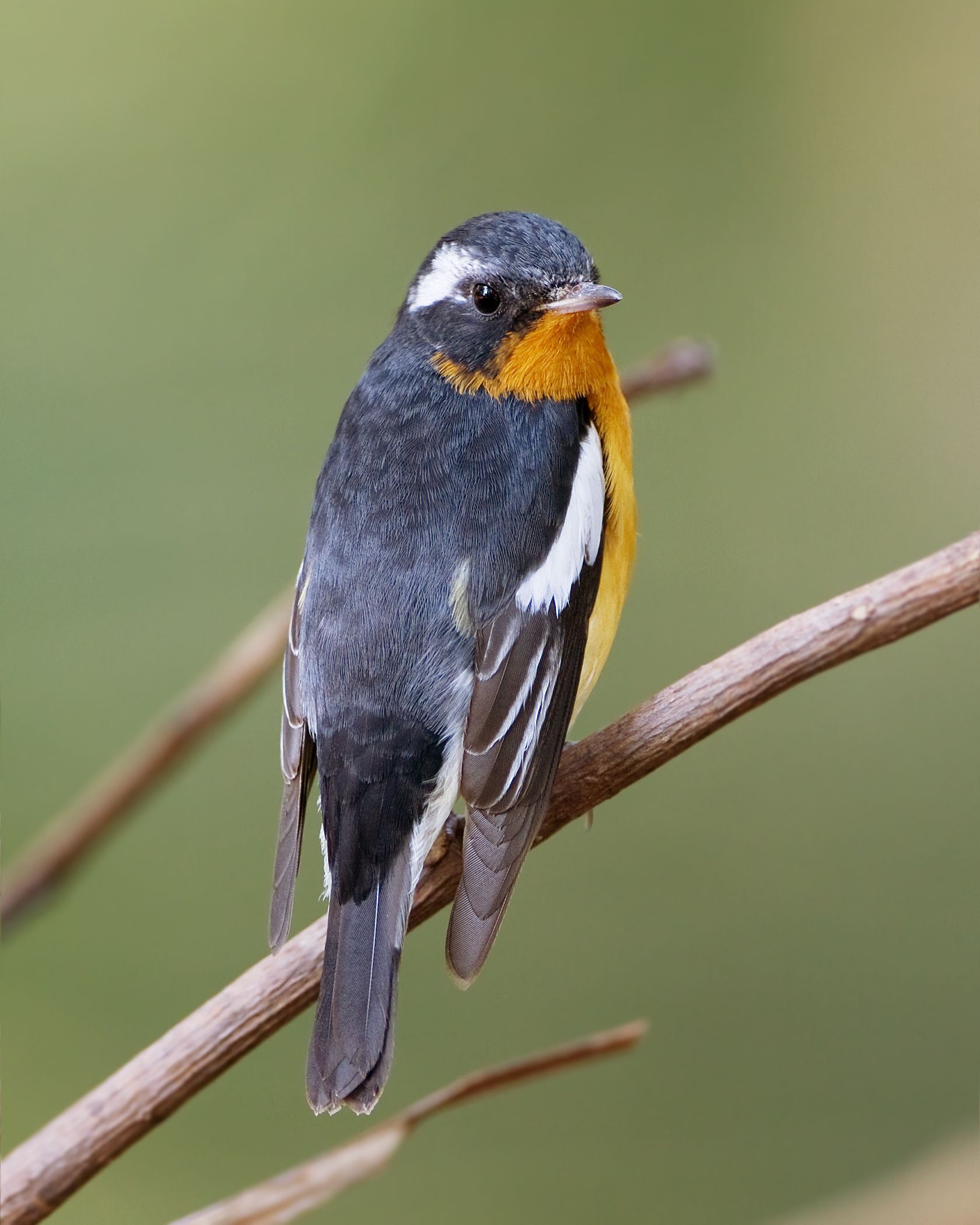
Тайгова мухоловка

Довжина птаха становить 13-13,5 см, розмах крил 21-24 см, вага 13-15 г. Виду притаманний статевий диморфізм. У самців верхня частина тілачорнувата, над і за очима короткі, широкі білі "брови", на покривних перах крил білі плями, третьорядні махові пера мають білі краї. Стернові пера біля основи мають білі краї. Горло і груди рудувато-оранжеві, живіт і гузка білі. У самиць верхня частина тіла сірувато-коричнева, горло і груди у них блідо-оранжево-коричнева. Білі плями на хвості відсутні, на крилах 1-2 світлі смуги, "брови" менш виражені або відсутні. Забарвлення молодих самців є подібним до забарвлення самиць, однак груди у них більш яскраво-оранжеві, на хвості є білі плями, "брови" більш помітні.

## Поширення і екологія
Тайгові мухоловки гніздяться в Центральному і Східному Сибіру, на Далекому Сході Росії (зокрема на Сахаліні), в Монголії, на північному сході Китаю та в Кореї. Взимку вони мігрують на південь, досягаючи Філіппін, Індокитаю, Малакки, Суматри, Яви, Калімантану і Сулавесі. На міграції регулярно трапляються в Японії, Кореї, у східному Китаї і на Тайвані. У 1985 році бродячий птах були зафіксований на острові Шемья (Алеутські острови, Аляска). Тайгові мухоловки живуть в темнохвойній тайзі, хвойних і мішаних лісах з переважанням хвойних дерев і чагарників, в заболочених лісах. Зустрічаються поодинці і парами.

## Поведінка
Тайгові мухоловки живляться комахами, яких шукають в нижній частині крон дерев. Гніздо чашоподібне, робиться з гілочок, рослинних волокон, моху, трави, корінців, сухого листя і лишайників, встелюється м'яким матеріалом. В кладці від 4 до 8 сірувато-блакитних, поцяткованих червонувато-коричневими плямками яєць розміром 16-19х12-15 мм.